# Kóczán Mór

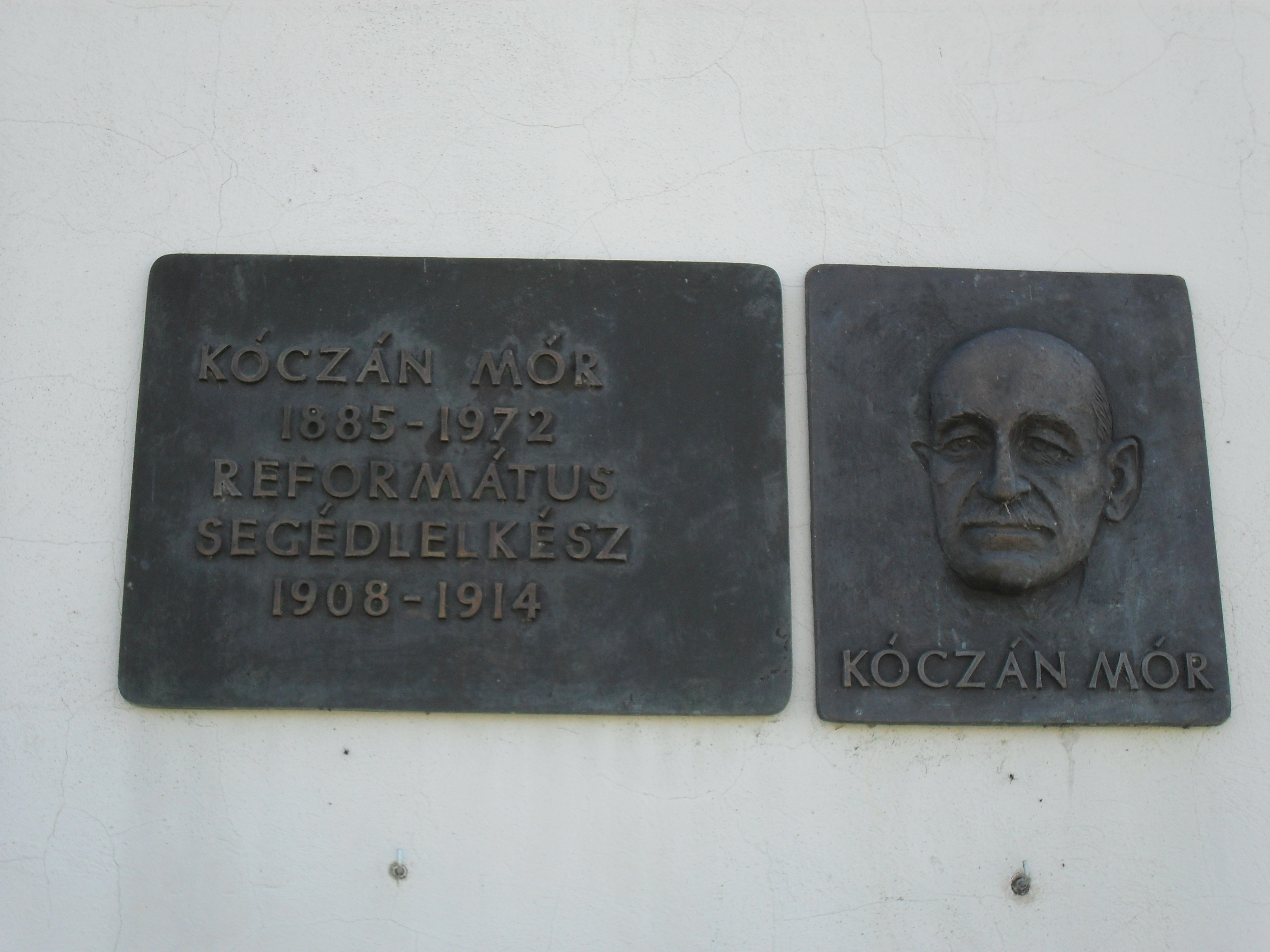
Kóczán Mór emléktáblája Csallóközaranyoson

Kóczán Mór (Kocs, 1885. január 8. – Alsógöd, 1972. július 30.) atléta, olimpiai bronzérmes gerelyhajító, református lelkész.

## Életútja
Apja Kóczán Lajos a kocsi református elemi iskola rektora volt. Pápán járt gimnáziumba, s itt szerzett lelkészi oklevelet is. A pápai Református Kollégiumban kezdett el sportolni, kiemelkedő eredményei révén először a Budapest  Torna Club, majd a Ferencváros atlétája lett.Foglalkozott még súlylökéssel, diszkoszvetéssel, gerelyhajítással is. Részt vett az 1908-as londoni-, és az 1912-es stockholmi olimpián. A stockholmi olimpián harmadik helyezést ért el.
1914-ben Anglia-, 1916-ban Magyarország nemzetközi bajnoka, 1920-ban Csehszlovákia bajnoka. 1924-ben 40-évesen csehszlovák színekben vesz részt a párizsi olimpián.
1907-ben Csallóközaranyosra került segédlelkésznek, majd lelkésznek. Csallóközaranyos sportcsarnokát hálából róla nevezték el. A II. világháborút követő években Magyarországra, Göd-re települt, ahol lelkésznek választották. Aktivan részt vett Göd sportéletében, itt élt 1972. július 3-án bekövetkezett haláláig.
1900-tól a Budapesti TC, 1910-től az FTC, majd 1920-tól a csehszlovák Sparta Praha dobóatlétája volt. 1908-tól 1914-ig szerepelt a magyar válogatottban. Korára még nem jellemző a mai nagyfokú specializáció, valamennyi dobószámban versenyzett, de elsősorban gerelyhajítóként vált világhírűvé. 1909 és 1911 között három alkalommal javította meg a gerelyhajítás világcsúcsát, de mivel a Nemzetközi Atlétikai Szövetség a világcsúcslistát csak 1912-től hagyta jóvá, ezért ezek ma nem hivatalos világcsúcsok. A magyar válogatott tagjaként részt vett az 1908. évi londoni és az 1912. évi stockholmi olimpián. Mindkétszer versenyzett gerelyhajításban és diszkoszvetésben, illetve 1908-ban szabadfogású gerelyhajításban, és súlylökésben, 1912-ben kétkezes gerelyhajításban is. Az 1912. évi olimpián gerelyhajításban 55,5 méteres dobással, a svéd Eric Lemming és a finn Juho Saaristo mögött a harmadik helyet szerezte meg. Ő volt az első nem skandináv versenyző, aki olimpiai érmet tudott nyerni gerelyhajításban. 1919-től a csehszlovák válogatottban szerepelt. 1924-ben részt vett a párizsi olimpián. Az aktív sportolást 1926-ban fejezte be.
1908-ban Pápán református lelkészi képesítést szerzett, majd Aranyoson, később Csilizradványon volt lelkész. 1948-ban áttelepült Magyarországra és Alsógöd lelkésze lett.
Emlékére Göd Város Önkormányzat Képviselő-testülete 1999-ben Kóczán Mór vándordíjat alapított.

## Sporteredményei
Gerelyhajításban:
- olimpiai 3. helyezett (1912)
- angol bajnok (1914)
- ötszörös magyar bajnok (1911–1914, 1918)